# Traktat z Fontainebleau (1814)

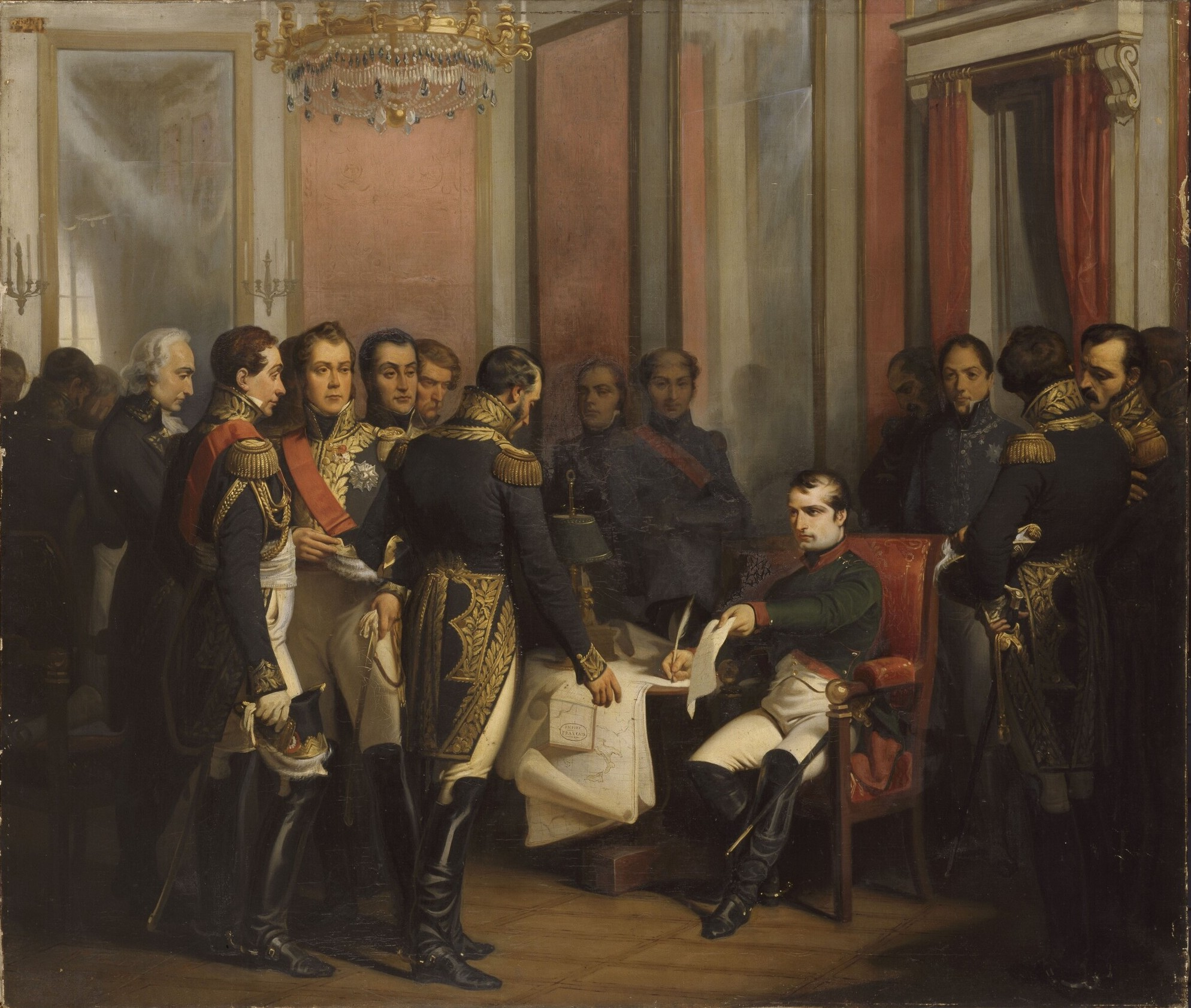
Napoleon podpisujący traktat na obrazie z 1843 roku

Traktat z Fontainebleau – porozumienie zawarte 11 kwietnia 1814 roku w Fontainebleau we Francji pomiędzy Napoleonem I a przedstawicielami Austrii, Rosji i Prus. Traktat ten został podpisany 11 kwietnia przez przedstawicieli państw obu stron, a 13 kwietnia został ratyfikowany przez Napoleona. Przez to porozumienie Napoleon został obalony i wysłany na Elbę, na której utworzono odrębne księstwo. On i cesarzowa Ludwika mieli prawo jednak używać tytułów cesarskich. Przekazano również Ludwice Austriaczce księstwo Parmy i Piacenzy.